# Wilgenroosjeroest
De wilgenroosjeroest (Pucciniastrum epilobii) is een roestschimmel die behoort tot de familie Pucciniaceae. Deze heteroecische biotrofe parasiet komt voor op zilverspar en basterdwederik. De geslachtelijke fase met spermogonia en aecia vindt plaats op de zilverspar. De ongeslachtelijke fase met uredinia en telia op basterdwederik, fuchsia, Lopezia racemosa en Oenothera acaulis.

## Levenscyclus
De op de dode waardplanten in de telia overwinterende teliosporen ontkiemen in het voorjaar bij vochtig weer en vormen een viercellig basidium met daarop de vier basidiosporen. Deze worden door de wind verspreid en infecteren de jonge dennennaalden van de zilverspar. Vanaf begin tot half juni ontwikkelen zich aan de onderzijde van de aangetaste naalden witte aecia met aeciosporen. De aeciosporen infecteren basterdwederik, fuchsia, Lopezia racemosa en Oenothera acaulis, waarna uredinia met uredosporen gevormd worden. Tot in de herfst vinden nieuwe infecties plaats met nieuwe uredinia en urediniosporen. In de herfst worden telia met teliosporen gevormd.

## Kenmerken
Spermogonia en aecia
De 100 × 25 µm grote spermogonia zijn halfbolvormig, maar in het centrale deel afgeplat. Ze hebben geen peridium. Ze zitten op de achterkant van de naalden. De eivormige spermatiën zijn 1,5-3 µm lang. De meestal in twee rijen zittende, cilindrische, 250 µm × 1 mm grote aecia zijn witachtig en breken al vroeg van de naalden af. Ze splijten meestal van boven open. Het peridium bestaat uit verticaal langwerpige, veelvlakkige, 25-42 × 10-16 µm grote cellen. De buitenwand van de cel is glad en de binnenwand fijn wrattig met aan één zijde een gladde plek. De gele, 14-21 × 10-14 µm grote aeciosporen zijn halfbolvormig, ellipsvormig of eivormig en hebben een 1-1,5 µm dikke wand. Ze vormen een ketting.
Uredinia
De geeloranje, halfbolvormige, 100-250 µm grote, poederachtige uredinia zitten meestal op de achterkant van het blad of op de stengels. Ze worden bedekt met een peridium met een centrale ostiole. De cellen rond het ostiolum hebben een verdikte, gladde wand. De 15-23 × 10-15 µm grote urediniosporen zijn eivormig of ellipsoïde. Ze hebben een kleurloze, 1-1,5 µm dikke wand, die bezet is met korte stekels.
Telia
De lichtbruine, 100-200 µm grote telia zitten meestal in groepjes op de achterkant van het blad, soms op de bovenkant of op de stengels. De teliosporen zijn in de telia gerangschikt in een enkele, palissadeachtige laag. De bruine, gladde teliosporen zijn 2- of 4-cellig. De 2-cellige sporen zijn 18-28 × 7-15 µm groot en de 4-cellige sporen 20-30 µm. De wand is 1-1,5 µm dik, maar bij de top tot 3 µm dik.

## Verspreiding
De wilgenroosjeroest komt voor in Europa, Noord-Amerika, Guatemala, Ecuador, China, Australië en Nieuw-Zeeland. In Nederland is hij zeldzaam.

## Foto's

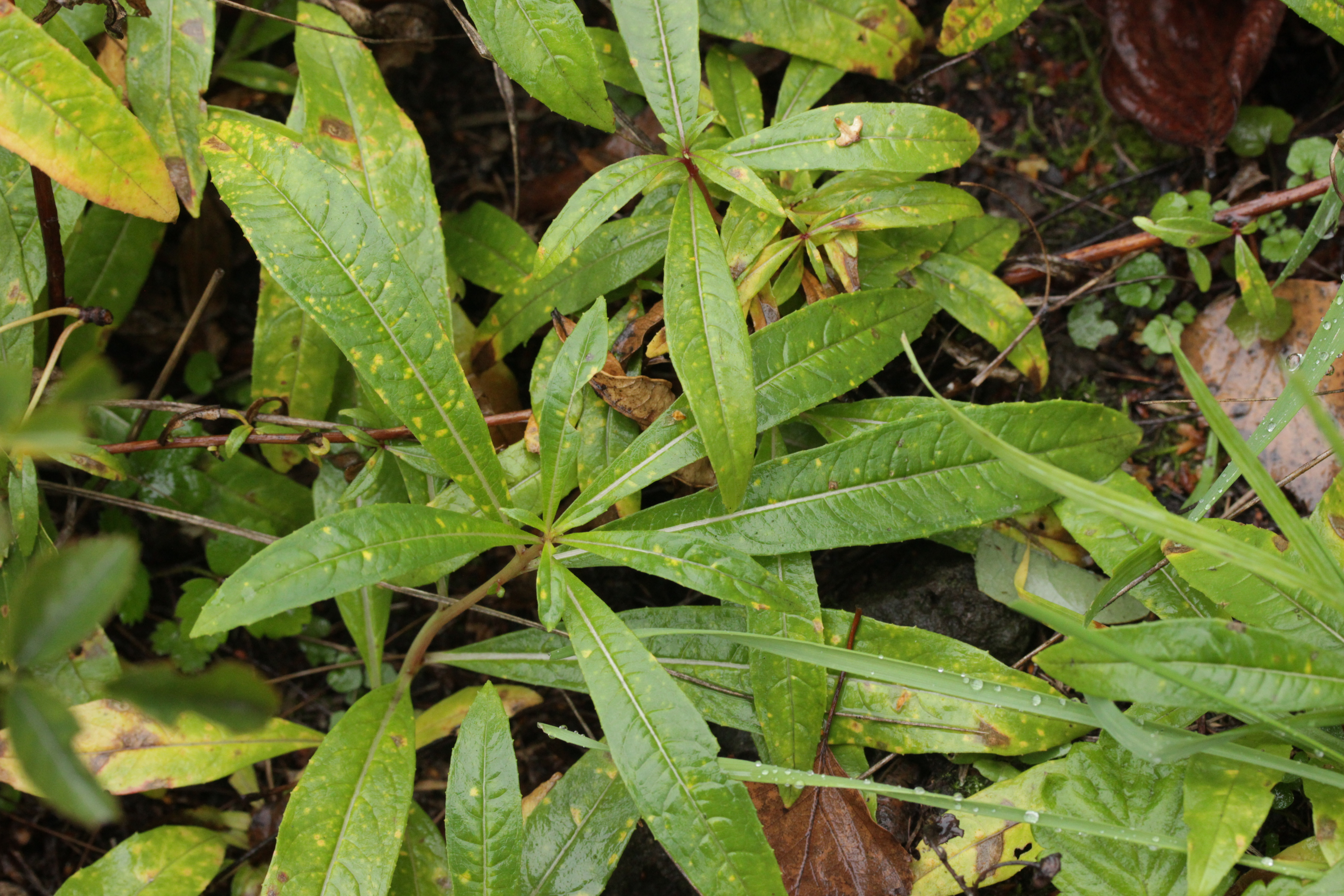
Epilobium-plant
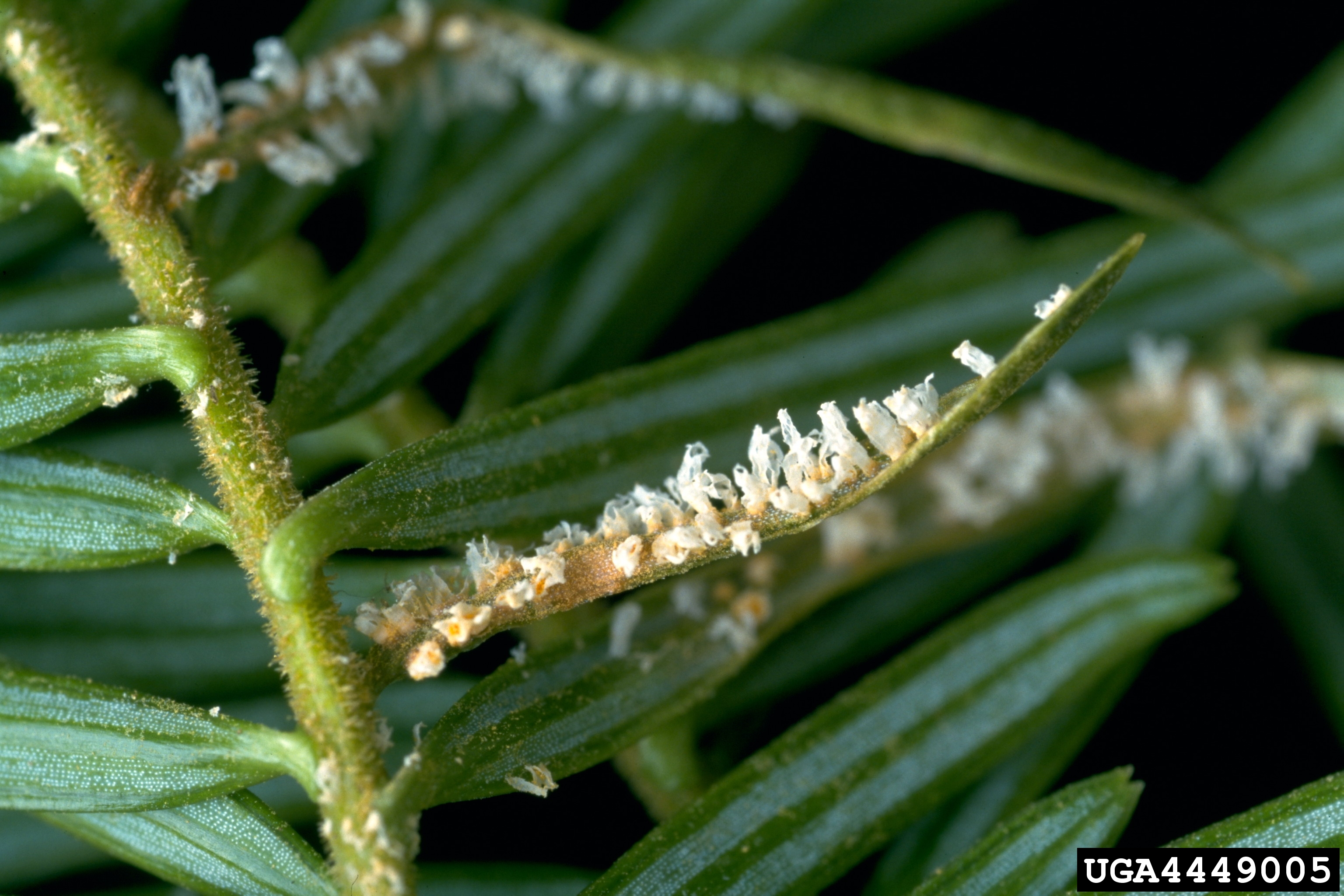
Aecia op zilverspar
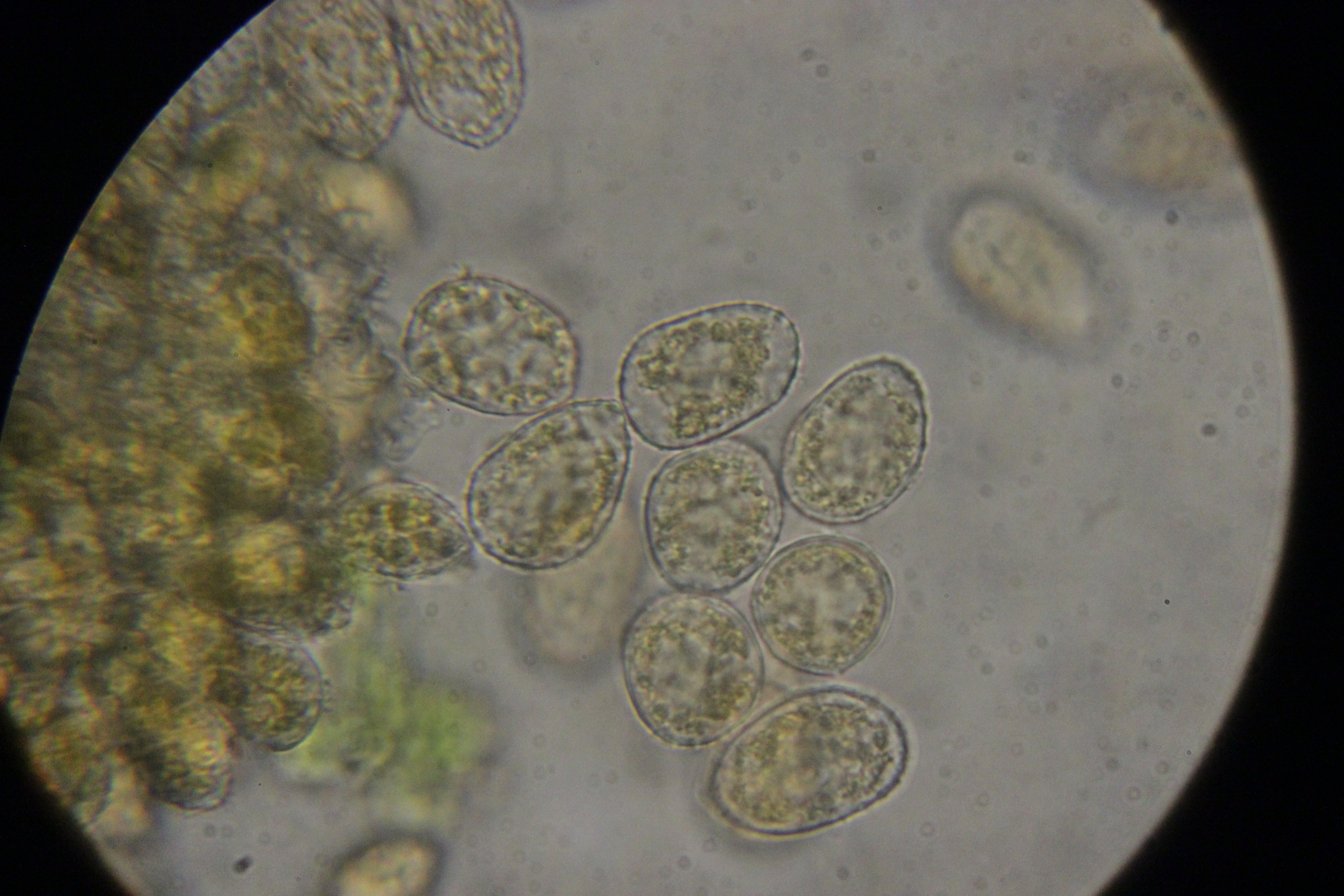
Urediniasporen
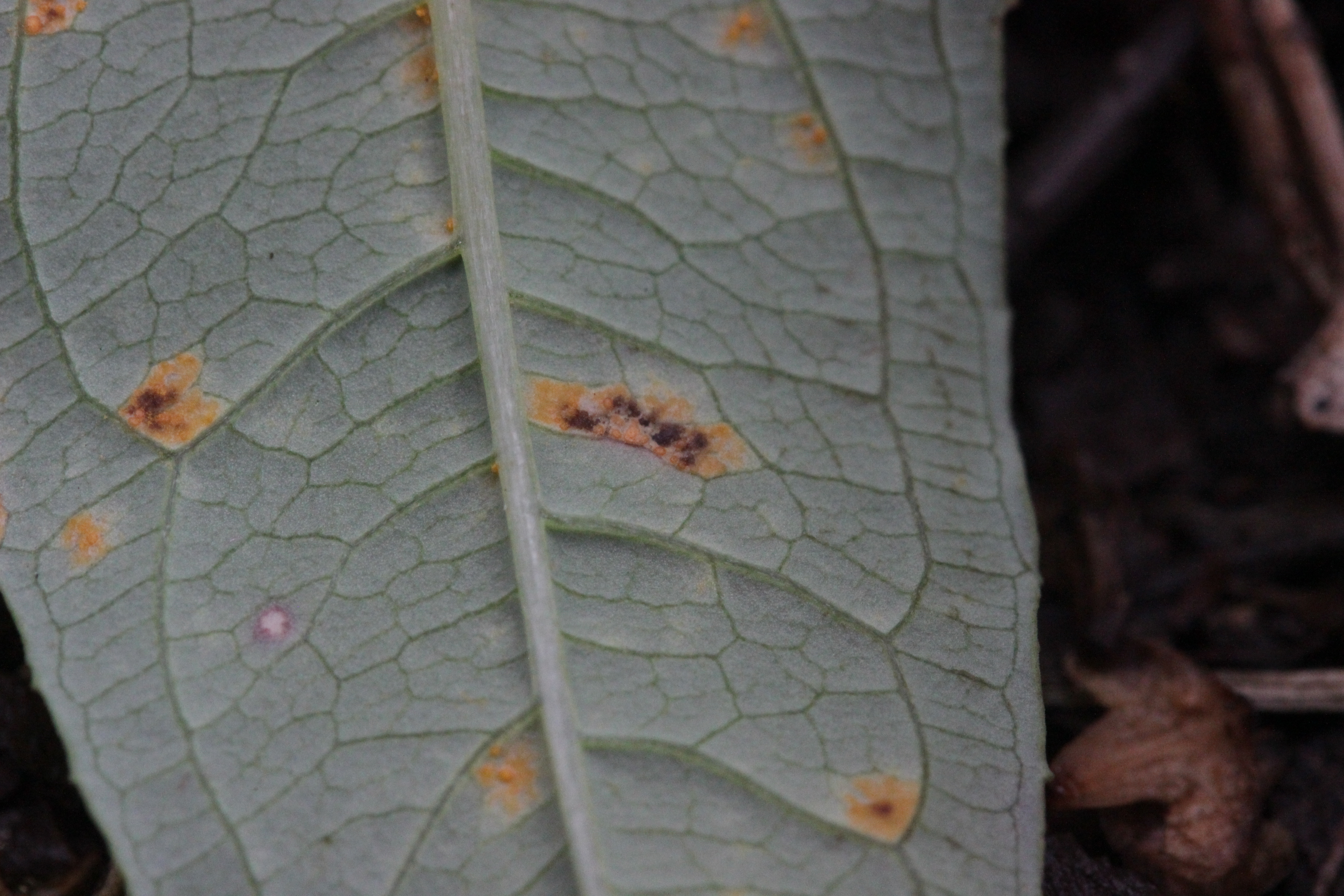
Telia
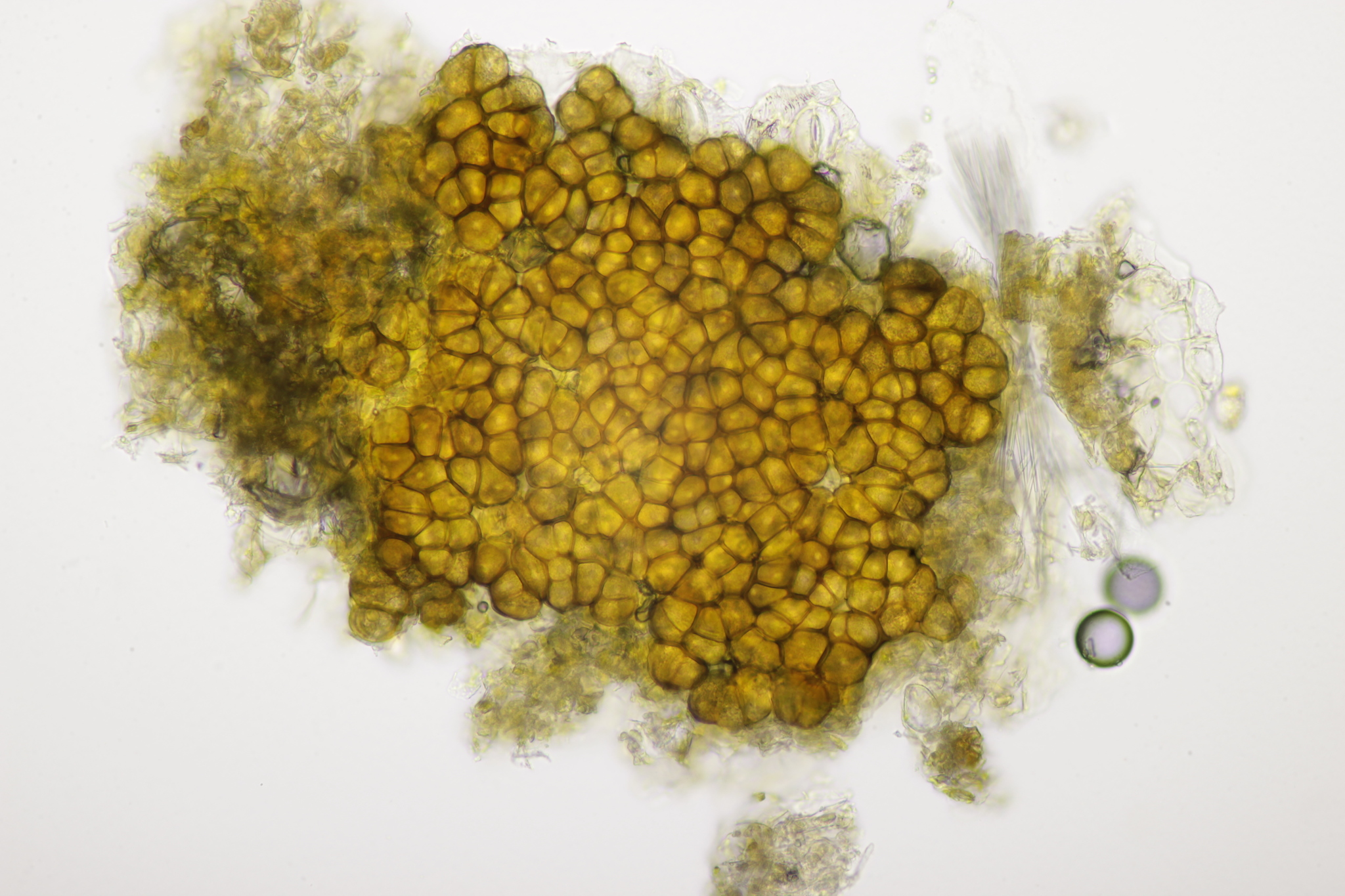
Telium